# دمية جنس
دمية جنس (بالفرنسية: Sex Doll) هو فيلم دراما وإثارة فرنسي، من إخراج سيلفي فيرهايد وبطولة حفصية حرزي وآش ستيمست وكارول روشيه.

## القصة
تدور أحداث القصة في لندن حول تجارة الجنس الخاصة بالأثرياء.

## الممثلون
- حفصية حرزي في دور فيرجيني
- آش ستيمست في دور روبرت
- كارول روشيه في دور رافاييل
- بول هامي في دور الطباخ
- مارلون بلو في دور نات

## الاستقبال
كتب فرانك شيك من هوليوود ريبورتر «تتورط عاهرة باهظة الثمن في علاقة عاطفية مع رجل يخفي سرًا في فيلم الإثارة الإيروتيكي لسيلفي فيرهايد». وكتب ديسايدر «دمية جنس للكاتبة والمخرجة سيلفي فيرهايد ليس مثير ولا دمية (مهما كان معنى ذلك)». وكتب غاري غولدشتاين من لوس أنجلوس تايمز «كان من الممكن أن تساعد الوتيرة الأكثر صرامة والشخصيات الأكثر بُعدًا وإقناعًا والعواقب الأكثر تعقيدًا في دفع هذه القصة المظلمة المثيرة للاهتمام إلى الأمام بشكل أفضل».

## روابط خارجية
- دمية جنس على موقع IMDb (الإنجليزية)
- دمية جنس على موقع ميتاكريتيك (الإنجليزية)
- دمية جنس على موقع روتن توميتوز (الإنجليزية)
- دمية جنس على موقع ألو سيني (الفرنسية)
- دمية جنس على موقع أول موفي (الإنجليزية)
- دمية جنس على موقع فيلمافينيتي (الإسبانية)
- دمية جنس على موقع قاعدة بيانات الفيلم (الإنجليزية)
- دمية جنس على موقع ليتربوكسد (الإنجليزية)
- دمية جنس على موقع كينوبويسك (الروسية)